# Distretto di Sant (Sėlėngė)
Il distretto di Sant è uno dei sedici distretti (sum) in cui è suddivisa la provincia del Sėlėngė, in Mongolia. Conta una popolazione di 2.056 abitanti (censimento 2008). 